# Kärevere (Türi)
Kärevere est un village de la Commune de Türi du Comté de Järva en Estonie.
Au 31 décembre 2011, il compte 54 habitants.